# Tetragnatha paradisea
Tetragnatha paradisea là một loài nhện trong họ Tetragnathidae.
Loài này thuộc chi Tetragnatha. Tetragnatha paradisea được miêu tả năm 1901 bởi Pocock.